# Đối lập (chính trị)

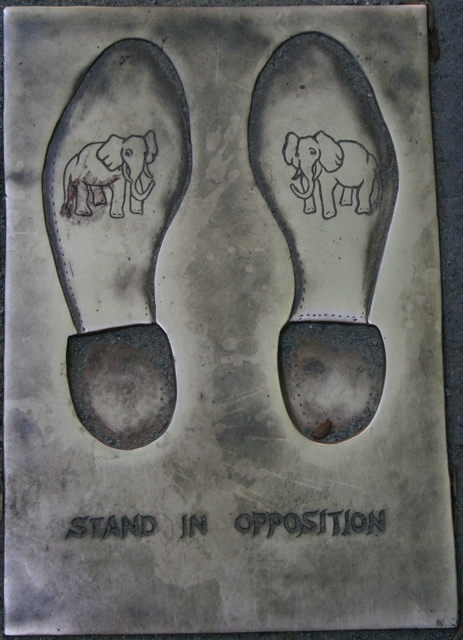
Quan điểm đối lập (Dấu vết phía trước Tòa thị chính thành phố Boston)

Trong chính trị, sự đối lập bao gồm một hoặc nhiều đảng phái chính trị hoặc các nhóm tổ chức khác mà chống đối lại chính phủ (chính quyền), đảng hoặc nhóm tổ chức quản lý thành phố, khu vực, bang hoặc quốc gia. Nó là đảng này chống lại đảng kia. Mức độ đối lập thay đổi theo hệ thống chính trị—ví dụ như tại những nước độc tài và các hệ thống tự do, đối lập có thể bị đè nén hoặc được hoan nghênh.